# Comuna Cervona Poleana, Ceaplînka
Cervona Poleana (în ucraineană Червона Поляна) este o comună în raionul Ceaplînka, regiunea Herson, Ucraina, formată din satele Cervona Poleana (reședința) și Novîi Hai.

## Demografie
Componența lingvistică a comunei Cervona Poleana
     Ucraineană (94,49%)
     Rusă (4,84%)
     Alte limbi (0,48%)
Conform recensământului din 2001, majoritatea populației comunei Cervona Poleana era vorbitoare de ucraineană (94,49%), existând în minoritate și vorbitori de rusă (4,84%).